# Lijst van voetbalinterlands Denemarken - Engeland
Deze lijst van voetbalinterlands is een overzicht van alle officiële voetbalwedstrijden tussen de nationale teams van Denemarken en Engeland. De landen speelden tot op heden 23 keer tegen elkaar. De eerste ontmoeting, een vriendschappelijke wedstrijd, werd gespeeld in Kopenhagen op 26 september 1948. Het laatste duel, een groepswedstrijd tijdens het  Europees kampioenschap voetbal 2024, vond plaats op 20 juni 2024 in Frankfurt am Main (Duitsland).

## Wedstrijden
| №  | Plaats            | Datum             | Competitie                  | Wedstrijd             | Uitslag |
| -- | ----------------- | ----------------- | --------------------------- | --------------------- | ------- |
| 1  | Kopenhagen        | 26 september 1948 | Vriendschappelijk           | Denemarken – Engeland | 0 – 0   |
| 2  | Kopenhagen        | 2 oktober 1955    | Vriendschappelijk           | Denemarken – Engeland | 1 – 5   |
| 3  | Wolverhampton     | 5 december 1956   | WK 1958 kwalificatie        | Engeland – Denemarken | 5 – 2   |
| 4  | Kopenhagen        | 15 mei 1957       | WK 1958 kwalificatie        | Denemarken – Engeland | 1 – 4   |
| 5  | Kopenhagen        | 3 juli 1966       | Vriendschappelijk           | Denemarken – Engeland | 0 – 2   |
| 6  | Kopenhagen        | 20 september 1978 | EK 1980 kwalificatie        | Denemarken – Engeland | 3 – 4   |
| 7  | Londen            | 12 september 1979 | EK 1980 kwalificatie        | Engeland – Denemarken | 1 – 0   |
| 8  | Kopenhagen        | 22 september 1982 | EK 1984 kwalificatie        | Denemarken – Engeland | 2 – 2   |
| 9  | Londen            | 21 september 1983 | EK 1984 kwalificatie        | Engeland – Denemarken | 0 – 1   |
| 10 | Londen            | 14 september 1988 | Vriendschappelijk           | Engeland – Denemarken | 1 – 0   |
| 11 | Kopenhagen        | 7 juni 1989       | Vriendschappelijk           | Denemarken – Engeland | 1 – 1   |
| 12 | Londen            | 15 mei 1990       | Vriendschappelijk           | Engeland – Denemarken | 1 – 0   |
| 13 | Malmö             | 11 juni 1992      | EK 1992                     | Denemarken – Engeland | 0 – 0   |
| 14 | Londen            | 9 maart 1994      | Vriendschappelijk           | Engeland – Denemarken | 1 – 0   |
| 15 | Niigata           | 15 juni 2002      | WK 2002                     | Denemarken – Engeland | 0 – 3   |
| 16 | Manchester        | 16 november 2003  | Vriendschappelijk           | Engeland – Denemarken | 2 – 3   |
| 17 | Kopenhagen        | 17 augustus 2005  | Vriendschappelijk           | Denemarken – Engeland | 4 – 1   |
| 18 | Kopenhagen        | 9 februari 2011   | Vriendschappelijk           | Denemarken – Engeland | 1 – 2   |
| 19 | Londen            | 5 maart 2014      | Vriendschappelijk           | Engeland – Denemarken | 1 – 0   |
| 20 | Kopenhagen        | 8 september 2020  | UEFA Nations League 2020/21 | Denemarken – Engeland | 0 – 0   |
| 21 | Londen            | 14 oktober 2020   | UEFA Nations League 2020/21 | Engeland – Denemarken | 0 – 1   |
| 22 | Londen            | 7 juli 2021       | EK 2020                     | Engeland – Denemarken | 2 – 1   |
| 23 | Frankfurt am Main | 20 juni 2024      | EK 2024                     | Denemarken – Engeland | 1 – 1   |

## Samenvatting
| Competitie          | Totaal gespeeld | Winst Denemarken | Gelijk | Winst Engeland | Doelsaldo Denemarken – Engeland |
| ------------------- | --------------- | ---------------- | ------ | -------------- | ------------------------------- |
| WK-eindronde        | 1               | 0                | 0      | 1              | 0 − 3                           |
| WK-kwalificatie     | 2               | 0                | 0      | 2              | 3 − 9                           |
| EK-eindronde        | 3               | 0                | 2      | 1              | 2 − 3                           |
| EK-kwalificatie     | 4               | 1                | 1      | 2              | 6 − 7                           |
| UEFA Nations League | 2               | 1                | 1      | 0              | 1 − 0                           |
| Vriendschappelijk   | 11              | 2                | 2      | 7              | 10 − 17                         |
| Totaal              | 23              | 4                | 6      | 13             | 22 − 39                         |

Wedstrijden bepaald door strafschoppen worden, in lijn met de FIFA, als een gelijkspel gerekend.

## Details

### Eerste ontmoeting
| Vriendschappelijk (Kopenhagen, Denemarken, 26 september 1948):                                                                                   |              | |
| Denemarken | 0 – 0        | Engeland |
| | doelpunten   | |
| Selectiecommissie | bondscoach   | Walter Winterbottom |
| Eigil Nielsen Poul Petersen Viggo Jensen Axel Pilmark Dion Ørnvold Ivan Jensen Johannes Pløger Karl Hansen Carl Præst John Hansen Holger Seebach | opstellingen | Frank Swift Laurie Scott John Aston Sr. William Wright Neil Franklin Henry Cockburn Stanley Matthews James Hagan Thomas Lawton Leonard Shackleton Robert Langton |
| - Debuut van John Aston Sr., James Hagan en Leonard Shackleton voor Engeland.                                                                    |              | |

### Achtste ontmoeting
| EK 1984 kwalificatie (Kopenhagen, Denemarken, 22 september 1982):                                                                                              |              | |
| Denemarken | 2 – 2        | Engeland |
| Allan Hansen 69' (pen.) Jesper Olsen 89' | doelpunten   | 8' Trevor Francis 80' Trevor Francis |
| Sepp Piontek | bondscoach   | Bobby Robson |
| Troels Rasmussen Ole Rasmussen Søren Busk Per Røntved Søren Lerby Jesper Olsen Allan Hansen Ivan Nielsen Jens Jørn Bertelsen Lars Bastrup Preben Elkjær Larsen | opstellingen | Peter Shilton Phil Neal Kenneth Sansom Ray Wilkins Russell Osman Terry Butcher 83' Tony Morley Paul Mariner Trevor Francis Graham Rix Bryan Robson |
| | wissels      | 83' Ricky Hill |
| Søren Lerby 49' | gele kaarten | 4' Phil Neal 80' Bryan Robson |
| - Debuut van Troels Rasmussen (AGF Arhus) voor Denemarken. - Debuut van Ricky Hill (Luton Town) voor Engeland.                                                 |              | |

### Negende ontmoeting
| EK 1984 kwalificatie (Londen, Engeland, 21 september 1983):                                                                                           |              | |
| Engeland | 0 – 1        | Denemarken |
| | doelpunten   | 38' (pen.) Allan Simonsen |
| Bobby Robson | bondscoach   | Sepp Piontek |
| Peter Shilton Phil Neal Kenneth Sansom Ray Wilkins Russell Osman Terry Butcher Trevor Francis Sammy Lee 77' Paul Mariner John Gregory John Barnes 77' | opstellingen | Ole Kjær Ole Rasmussen Ivan Nielsen 87' Morten Olsen Søren Busk Søren Lerby Allan Simonsen Jens Jørn Bertelsen Jesper Olsen 46' Michael Laudrup Klaus Berggreen |
| Luther Blissett 77' Mark Chamberlain 77' | wissels      | 46' Preben Elkjær Larsen 87' Jan Mølby |
| | gele kaarten | 87' Søren Lerby |

### Tiende ontmoeting
| Vriendschappelijk (Londen, Engeland, 14 september 1988): |              | |
| Engeland | 1 – 0        | Denemarken |
| Neil Webb 29' | doelpunten   | |
| Bobby Robson | bondscoach   | Sepp Piontek |
| Peter Shilton 46' Gary Michael Stevens Stuart Pearce David Rocastle Tony Adams 65' Terry Butcher Bryan Robson Neil Webb Mick Harford 70' Peter Beardsley 85' Steve Hodge | opstellingen | Troels Rasmussen Johnny Hansen Lars Olsen Kent Nielsen 66' Bjarne Jensen Jan Mølby John Helt 85' Jan Bartram Michael Laudrup 85' Kim Vilfort Lars Elstrup |
| Chris Woods 46' Des Walker 65' Tony Cottee 70' Paul Gascoigne 85' | wissels      | 66' Jan Heintze 85' Bjørn Kristensen 85' Kurt Jørgensen                                                                                                   |
| - Debuut van David Rocastle (Arsenal), Des Walker (Nottingham Forest) en Paul Gascoigne (Tottenham Hotspur) voor Engeland.                                               |              | |

### Elfde ontmoeting
| Vriendschappelijk (Kopenhagen, Denemarken, 7 juni 1989):                           |            |                  |
| Denemarken                                                                         | 1 – 1      | Engeland         |
| Lars Elstrup 56'                                                                   | doelpunten | 27' Gary Lineker |
| - Debuut van Henrik Risom (Vejle BK) en Peter Rasmussen (Aalborg) voor Denemarken. |            |                  |

### Twaalfde ontmoeting
| Vriendschappelijk (Londen, Engeland, 15 mei 1990): |            |            |
| Engeland                                           | 1 – 0      | Denemarken |
| Gary Lineker 55'                                   | doelpunten |            |

### Dertiende ontmoeting
| EK 1992 (Malmö, Zweden, 11 juni 1992): |              | |
| Denemarken | 0 – 0        | Engeland |
| | doelpunten   | |
| Richard Møller Nielsen | bondscoach   | Graham Taylor |
| Peter Schmeichel John Sivebæk Kent Nielsen Lars Olsen Henrik Andersen Kim Christofte John Jensen Kim Vilfort Flemming Povlsen Bent Christensen Brian Laudrup | opstellingen | Chris Woods 62' Keith Curle Martin Keown Des Walker Stuart Pearce Trevor Steven Carlton Palmer David Platt 71' Paul Merson Gary Lineker Alan Smith |
| | wissels      | 62' Tony Daley 71' Neil Webb |
| John Sivebæk 83' | gele kaarten | 7' Martin Keown 9' Keith Curle 67' Tony Daley |

### Veertiende ontmoeting
| Vriendschappelijk (Londen, Engeland, 9 maart 1994): |              | |
| Engeland | 1 – 0        | Denemarken |
| David Platt 16' | doelpunten   | |
| Terry Venables | bondscoach   | Richard Møller Nielsen |
| David Seaman Paul Parker Tony Adams Gary Pallister Graeme Le Saux Paul Ince 67' Paul Gascoigne 67' David Platt Darren Anderton Alan Shearer Peter Beardsley                                                                             | opstellingen | Peter Schmeichel Lars Olsen Marc Rieper Jakob Kjeldbjerg Carsten Dethlefsen Henrik Larsen John Jensen Michael Laudrup 72' Kim Vilfort Brian Laudrup 72' Bent Christensen |
| David Batty 67' Matthew Le Tissier 67' | wissels      | 72' Jes Høgh 72' Søren Frederiksen |
| - Debuut van Graeme Le Saux (Blackburn Rovers), Matthew Le Tissier (Southampton) en Darren Anderton (Tottenham Hotspur) voor Engeland. - Debuut van Søren Frederiksen (Silkeborg IF) en Carsten Dethlefsen (Odense BK) voor Denemarken. |              | |

### Vijftiende ontmoeting
| WK 2002 (Niigata, Japan, 15 juni 2002): |              | |
| Denemarken | 0 – 3        | Engeland |
| | doelpunten   | 5' Rio Ferdinand 22' Michael Owen 44' Emile Heskey |
| Morten Olsen | bondscoach   | Sven-Göran Eriksson |
| Thomas Sørensen Stig Tøfting 59' René Henriksen Martin Laursen Thomas Helveg 7' Thomas Gravesen Jesper Grønkjær Niclas Jensen Dennis Rommedahl Jon Dahl Tomasson Ebbe Sand | opstellingen | David Seaman Danny Mills Ashley Cole Rio Ferdinand Sol Campbell Trevor Sinclair David Beckham 49' Paul Scholes Nicky Butt 46' Michael Owen 69' Emile Heskey |
| Kasper Bøgelund 7' Claus Jensen 59' | wissels      | 46' Robbie Fowler 49' Kieron Dyer 69' Teddy Sheringham |
| Stig Tøfting 24' | gele kaarten | 50' Danny Mills |

### Zestiende ontmoeting
| Vriendschappelijk (Manchester, Engeland, 16 november 2003): |              | |
| Engeland | 2 – 3        | Denemarken |
| Wayne Rooney 5' Joe Cole 9' | doelpunten   | 8' Martin Jørgensen 30' (pen.) Martin Jørgensen 82' Jon Dahl Tomasson |
| Sven-Göran Eriksson | bondscoach   | Morten Olsen |
| David James 46' Gary Neville 15' Ashley Cole 46' John Terry Matthew Upson Nicky Butt 46' David Beckham 66' Frank Lampard Emile Heskey 46' Wayne Rooney 66' Joe Cole 76'       | opstellingen | Thomas Sørensen 29' Morten Wieghorst René Henriksen 70' Per Nielsen Niclas Jensen 46' Thomas Helveg Thomas Gravesen 62' Jesper Grønkjær 20' Dennis Rommedahl 84' Martin Jørgensen 46' Ebbe Sand |
| Glen Johnson 15' Paul Robinson 46' Wayne Bridge 46' Phil Neville 46' James Beattie 46' Jermaine Jenas 66' Scott Parker 66' Danny Murphy 76'                                   | wissels      | 20' Kenneth Pérez 29' Daniel Jensen 46' Brian Priske 46' Jon Dahl Tomasson 62' Peter Løvenkrands 70' Thomas Gaardsøe 84' Peter Madsen                                                           |
| David James 14' Glen Johnson 77' | gele kaarten | 48' Daniel Jensen |
| - Debuut van Glen Johnson (Chelsea) en Scott Parker (Charlton Athletic) voor Engeland. - Debuut Thomas Gaardsoe (West Bromwich Albion) en Kenneth Pérez (AZ) voor Denemarken. |              | |

### Zeventiende ontmoeting
| Vriendschappelijk (Kopenhagen, Denemarken, 17 augustus 2005):                       |            |                  |
| Denemarken                                                                          | 4 – 1      | Engeland         |
| Dennis Rommedahl 60' Jon Dahl Tomasson 63' Michael Gravgaard 67' Søren Larsen 90+2' | doelpunten | 87' Wayne Rooney |
| - Debuut van verdediger Michael Gravgaard (FC Kopenhagen) voor Denemarken.          |            |                  |

### Achttiende ontmoeting
| Vriendschappelijk (Kopenhagen, Denemarken, 9 februari 2011): |            |                                  |
| Denemarken                                                   | 1 – 2      | Engeland                         |
| Daniel Agger 8'                                              | doelpunten | 10' Darren Bent 68' Ashley Young |
| - Debuut van Daniel Wass (Brøndby IF) voor Denemarken.       |            |                                  |

### Negentiende ontmoeting
| Vriendschappelijk (Londen, Engeland, 5 maart 2014):                                                       |            |            |
| Engeland                                                                                                  | 1 – 0      | Denemarken |
| Daniel Sturridge 82'                                                                                      | doelpunten |            |
| - Debuut van Luke Shaw (Southampton) voor Engeland. - Debuut van Danny Olsen (Aarhus GF) voor Denemarken. |            |            |

DBU · A-internationals · Selecties · Bondscoaches · Deens vrouwenelftal · Olympisch elftal · Denemarken U21 · Denemarken U20 · Denemarken U19 · Denemarken U18 · Denemarken U17 · Denemarken U16 · Vrouwen U17
1908 – 1919 ·
1920 – 1929 ·
1930 – 1939 ·
1940 – 1949 ·
1950 – 1959 ·
1960 – 1969 ·
1970 – 1979 ·
1980 – 1989 ·
1990 – 1999 ·
2000 – 2009 ·
2010 – 2019 ·
2020 − 2029
EK's: 1964 · 
1984 · 
1988 · 
1992 · 
1996 · 
2000 · 
2004 · 
2012 · 
2020 · 
2024
WK's: 1986 · 
1998 · 
2002 · 
2010 · 
2018 · 
2022
OS: 1908 · 
1912 · 
1920 · 
1948 · 
1952 · 
1960 · 
1972 · 
1992 · 
2016
1908 · 
1909 · 
1910 · 
1911 · 
1912 · 
1913 · 
1914 · 
1915 · 
1916 · 
1917 · 
1918 · 
1919 · 
1920 · 
1921 · 
1922 · 
1923 · 
1924 · 
1925 · 
1926 · 
1927 · 
1928 · 
1929 · 
1930 · 
1931 · 
1932 · 
1933 · 
1934 · 
1935 · 
1936 · 
1937 · 
1938 · 
1939 · 
1940 · 
1941 · 
1942 · 
1943 · 
1944 · 
1946 · 
1947 · 
1948 · 
1949 · 
1950 · 
1952 · 
1952 · 
1953 · 
1954 · 
1955 · 
1956 · 
1957 · 
1958 · 
1959 · 
1960 · 
1961 · 
1962 · 
1963 · 
1964 · 
1965 · 
1966 · 
1967 · 
1968 · 
1969 · 
1970 · 
1971 · 
1972 · 
1973 · 
1974 · 
1975 · 
1976 · 
1977 · 
1978 · 
1979 · 
1980 · 
1981 · 
1982 · 
1983 · 
1984 · 
1985 · 
1986 · 
1987 · 
1988 · 
1989 · 
1990 ·
1991 · 
1992 · 
1993 · 
1994 · 
1995 · 
1996 · 
1997 · 
1998 · 
1999 · 
2000 · 
2001 · 
2002 · 
2003 · 
2004 · 
2005 · 
2006 · 
2007 · 
2008 · 
2009 · 
2010 · 
2011 · 
2012 · 
2013 · 
2014 · 
2015 · 
2016 · 
2017 · 
2018 ·
2019 ·
2020 ·
2021 ·
2022 ·
2023
Albanië ·
Algerije ·
Argentinië ·
Armenië ·
Australië ·
België ·
Bermuda ·
Bosnië en Herzegovina · 
Brazilië ·
Bulgarije ·
Canada ·
Chili ·
Cyprus ·
DDR ·
Duitsland ·
Ecuador ·
Egypte ·
Engeland ·
Estland ·
Faeröer · 
Finland · 
Frankrijk ·
Gambia ·
Georgië ·
Ghana ·
Gibraltar ·
GOS ·
Griekenland ·
Honduras ·
Hongarije ·
Hongkong ·
Ierland ·
IJsland ·
Indonesië ·
Iran ·
Israël ·
Italië ·
Japan ·
Joegoslavië ·
Kameroen ·
Kazachstan ·
Kosovo · 
Kroatië · 
Letland ·
Liechtenstein ·
Litouwen ·
Luxemburg ·
Malta ·
Marokko ·
Mexico ·
Moldavië · 
Montenegro · 
Nederland ·
Nederlandse Antillen ·
Nigeria ·
Noord-Ierland ·
Noord-Macedonië ·
Noorwegen ·
Oekraïne ·
Oostenrijk ·
Panama ·
Paraguay ·
Peru ·
Polen ·
Portugal ·
Roemenië ·
Rusland ·
San Marino ·
Saoedi-Arabië ·
Schotland ·
Senegal ·
Servië ·
Singapore ·
Slovenië ·
Slowakije ·
Sovjet-Unie ·
Spanje ·
Suriname ·
Thailand ·
Togo · 
Tsjechië ·
Tsjecho-Slowakije ·
Tunesië · 
Turkije · 
Uruguay ·
Verenigde Arabische Emiraten ·
Verenigde Staten ·
Wales ·
Wit-Rusland ·
Zuid-Afrika ·
Zuid-Korea ·
Zweden ·
Zwitserland
Argentinië (1995) · 
Australië (2018) ·
Australië (2022) · 
België (2021) · 
Duitsland (1992) · 
Duitsland (2012) · 
Engeland (2021) · 
Finland (2021) · 
Frankrijk (2002) · 
Frankrijk (2018) · 
Japan (2010) · 
Kameroen (2010) · 
Kroatië (2018) · 
Nederland (2010) · 
Nederland (2012) · 
Peru (2018) · 
Portugal (2012) · 
Rusland (2021) · 
Senegal (2002) · 
Tsjechië (2021) · 
Uruguay (2002) · 
Wales (2021)
FA · A-internationals · Selecties · Bondscoaches · Engels vrouwenelftal · Brits olympisch elftal · Engeland -21 · Engeland -20 · Engeland -19 · Engeland -18 · Engeland -17 · Engeland -16 · Vrouwen -17
1872 – 1899 ·
1900 – 1919 ·
1920 – 1929 ·
1930 – 1939 ·
1940 – 1949 ·
1950 – 1959 ·
1960 – 1969 ·
1970 – 1979 ·
1980 – 1989 ·
1990 – 1999 ·
2000 – 2009 ·
2010 – 2019 ·
2020 − 2029
EK's: 1968 ·
1980 ·
1988 ·
1992 ·
1996 ·
2000 ·
2004 ·
2012 · 
2016 · 
2020 · 
2024
WK's: 1950 ·
1954 ·
1958 ·
1962 ·
1966 ·
1970 ·
1982 ·
1986 ·
1990 ·
1998 ·
2002 ·
2006 ·
2010 ·
2014 ·
2018 · 
2022
Albanië ·
Algerije ·
Andorra ·
Argentinië ·
Australië ·
Azerbeidzjan ·
België ·
Bosnië en Herzegovina ·
Brazilië ·
Bulgarije ·
Canada ·
Chili ·
China ·
Colombia ·
Costa Rica ·
Cyprus ·
Denemarken ·
DDR · 
Duitsland ·
Ecuador ·
Egypte ·
Estland ·
Finland ·
Frankrijk ·
Georgië ·
Ghana ·
GOS ·
Griekenland ·
Honduras ·
Hongarije ·
Ierland ·
IJsland · 
Iran ·
Israël ·
Italië ·
Ivoorkust ·
Jamaica ·
Japan ·
Joegoslavië ·
Kameroen ·
Kazachstan ·
Koeweit ·
Kosovo ·
Kroatië ·
Letland ·
Liechtenstein ·
Litouwen ·
Luxemburg ·
Maleisië ·
Malta ·
Marokko ·
Mexico ·
Moldavië ·
Montenegro ·
Nederland ·
Nieuw-Zeeland ·
Nigeria ·
Noord-Ierland ·
Noord-Macedonië ·
Noorwegen ·
Oekraïne ·
Oostenrijk ·
Panama · 
Paraguay ·
Peru · 
Polen ·
Portugal ·
Roemenië ·
Rusland ·
San Marino · 
Saoedi-Arabië ·
Schotland ·
Senegal ·
Servië ·
Servië en Montenegro · 
Slovenië ·
Slowakije ·
Sovjet-Unie ·
Spanje ·
Trinidad en Tobago ·
Tsjechië ·
Tsjecho-Slowakije ·
Tunesië ·
Turkije ·
Uruguay ·
Verenigde Staten ·
Wales ·
Wit-Rusland ·
Zuid-Afrika ·
Zuid-Korea ·
Zweden ·
Zwitserland
Algerije (2010) · 
Argentinië (1986) · 
Argentinië (1998) · 
Argentinië (2002) · 
België (1990) · 
België (2018, 1) · 
België (2018, 2) · 
Brazilië (2002) · 
Colombia (1998) ·
Colombia (2018) ·
Costa Rica (2014) ·
Denemarken (2002) ·
Denemarken (2021) · 
Duitsland (2000) ·
Duitsland (2010) ·
Duitsland (2021) ·
Ecuador (2006) ·
Egypte (1990) ·
Frankrijk (1982) ·
Frankrijk (2012) ·
Frankrijk (2022) ·
Ierland (1990) · 
IJsland (2016) ·
Italië (1990) · 
Italië (2012) · 
Italië (2014) · 
Italië (2021) · 
Kameroen (1990) · 
Koeweit (1982) · 
Kroatië (2018) ·
Kroatië (2021) · 
Marokko (1986) · 
Nederland (1990) · 
Nigeria (2002) · 
Oekraïne (2012) · 
Oekraïne (2021) ·
Panama (2018) · 
Paraguay (1986) · 
Paraguay (2006) · 
Polen (1986) · 
Portugal (1986) · 
Portugal (2000) · 
Portugal (2006) · 
Roemenië (1998) ·
Roemenië (2000) ·
Rusland (2016) ·
Schotland (2021) ·
Senegal (2022) ·
Slovenië (2010) ·
Slowakije (2016) ·
Spanje (1982) ·
Spanje (2024) ·
Trinidad en Tobago (2006) ·
Tsjechië (2021) ·
Tsjecho-Slowakije (1982) ·
Tunesië (1998) ·
Tunesië (2018) ·
Uruguay (2014) ·
Verenigde Staten (2010) ·
Wales (2016) · 
West-Duitsland (1966) ·
West-Duitsland (1982) ·
West-Duitsland (1990) ·
Zweden (2002) ·
Zweden (2006) · 
Zweden (2012)